# 薩拉瓦蒂島

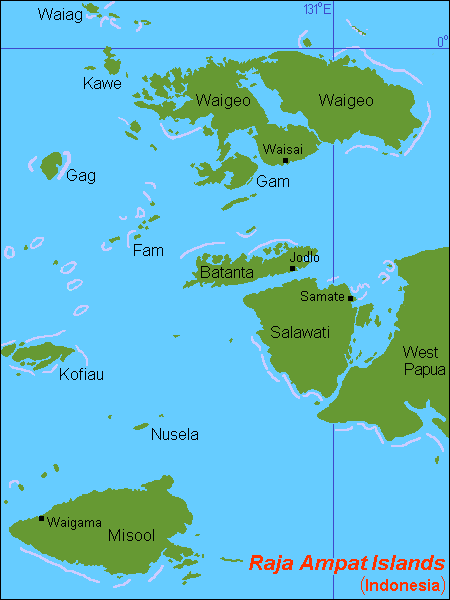
薩拉瓦蒂島位置

薩拉瓦蒂島是印度尼西亞的島嶼，位於西巴布亞省（前身為西伊里安查亞省），屬於拉賈安帕特群島四大島嶼之一，面積1,623平方公里，群島其他主要島嶼有米蘇爾島、巴丹塔島和衛吉島。行政上北部由拉贾安帕特县、南部由索龙县管理。